# Corte Suprema de Montana
La Corte Suprema de Montana es el tribunal más importante en el estado de Montana. Fue creada en 1972 por la Constitución de Montana. Funciona principalmente como un tribunal de apelación.